# Kalkhättemossa
Kalkhättemossa (Orthotrichum cupulatum) är en bladmossart som beskrevs av G. F. Hoffmann och Bridel 1801. Kalkhättemossa ingår i släktet hättemossor, och familjen Orthotrichaceae. Enligt den finländska rödlistan är arten sårbar i Finland. Arten är reproducerande i Sverige. Artens livsmiljö är kalkstensklippor och kalkbrott. Inga underarter finns listade i Catalogue of Life.